# 大泉アニメゲート

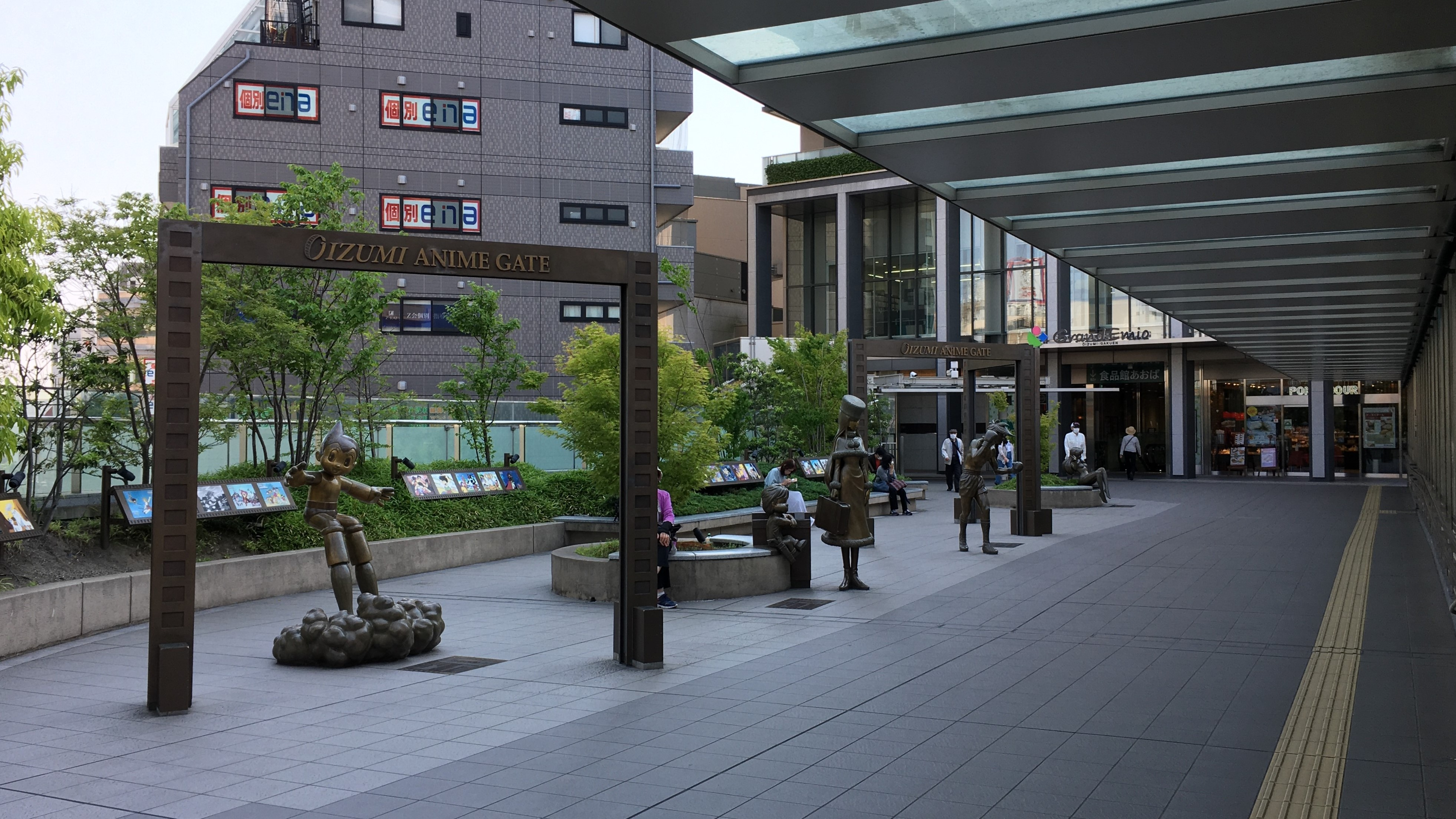
全景（2022年5月）

大泉アニメゲート（おおいずみアニメゲート）は、東京都練馬区東大泉の、西武鉄道池袋線大泉学園駅前にある広場。大泉学園駅北口のペデストリアンデッキ上にある。

## 概要
再開発組合の施行で整備された駅北口の複合施設「リズモ大泉学園」では、同時に駅前広場にペデストリアンデッキも整備され、駅改札口および既存デッキと直結となった。その整備されたデッキにある広場に「日本アニメ発祥の地」として街づくりを進める練馬区が、等身大のアニメキャラクターのブロンズ像などのモニュメントや、パネルを配した大泉アニメゲートを設け、2015年4月4日、供用に合わせてオープンした。
供用開始日に行われた記念式典には、松本零士、高橋留美子、手塚眞らが参加した。

## 展示物

### ブロンズ像

大泉アニメゲートに設置されているメーテル・星野鉄郎の銅像。

アトム（「鉄腕アトム」）
メーテル・星野鉄郎（「銀河鉄道999」）
矢吹丈（「あしたのジョー」）
ラム（「うる星やつら」）
 ?

### モニュメント等
アニメゲート
シンボルモニュメント
大泉地区がジャパンアニメーション発祥の地であることを綴ったモニュメント。
ねりまアニメ年表
各コマにアニメ作品のキービジュアル等が掲載されている映画用フィルムを模したモニュメント。
グラフィックウォール
大泉地区一帯の発展の歴史を写真等を用いて紹介するパネル展示。

## アニメ年表のキャラクター
「ねりまアニメ年表」に画像が掲載されている作品を挙げる。なお、当広場を設置する西武池袋線沿線にちなんで東映アニメーション（最寄り駅：大泉学園駅）と虫プロダクション（最寄り駅：練馬高野台駅または富士見台駅）の作品が大半を占めている。

白蛇伝（1958年）

- 白蛇伝
- 鉄腕アトム
- 狼少年ケン
- ジャングル大帝
- 魔法使いサリー
- リボンの騎士
- ゲゲゲの鬼太郎
- 長靴をはいた猫
- ひみつのアッコちゃん
- あしたのジョー
- 国松さまのお通りだい
- マジンガーZ
- 一休さん
- 宇宙海賊キャプテンハーロック
- 銀河鉄道999
- Dr.スランプ アラレちゃん
- うる星やつら
- キン肉マン
- 北斗の拳
- ドラゴンボール
- 聖闘士星矢
- らんま1/2
- 美少女戦士セーラームーン
- どーもくん
- おジャ魔女どれみ
- デジモンアドベンチャー
- ONE PIECE
- こまねこ
- ふたりはプリキュア